# BIRDER
『BIRDER』（バーダー）は、文一総合出版が発行する雑誌。1987年1月、日本に生息する生物を紹介する月刊誌『日本の生物』として創刊。1991年6月より現行の誌名に改まり、国内唯一の野鳥観察専門雑誌として現在に至る。

## 概要
月刊の野鳥観察専門雑誌。野鳥の識別・生態の解説や野鳥グラビア、全国の探鳥地情報、野鳥を取り巻く自然・環境問題、観察に適する道具解説など、野鳥観察（バードウォッチング）に関する情報を網羅している。毎月16日発売（16日が日曜日の場合、15日）。